# Ashlaa
Pour plus de détails, voir Fiche technique et Distribution.
Ashlaa est un film documentaire marocain réalisé en 2010.

## Synopsis
Fragments est un bouquet d’images glanées durant ces dix dernières années rassemblant des instants familiaux, reflets de la vie et de la mort, de l’échec et de la réussite, du vieillissement et de l’exil. D’abord chronique familiale, le film se révèle être finalement la chronique d’un pays, d’une société, que Hakim Belabbes observe avec un point de vue parfois d’observateur, parfois d’acteur.

## Fiche technique
- Réalisation : Hakim Belabbes
- Production : LTF Productions
- Scénario : Hakim Belabbes
- Image : Hakim Belabbes Souad Mellouk Hamid Bellabes Don Smith
- Montage : Hakim Belabbes
- Son : Samir Mellouk Adrian Anguiano
- Musique : Khalid Oueld El Bouazzaoui Mohamed El Meskaoui Salah El Morseli Cherqaoui

## Récompenses
- Festival de Tanger 2011